# George Cornea (regizor)
Mircea George Cornea (n. 26 martie 1931, București – d. 14 aprilie 2017, București) a fost un operator de film, scenarist și regizor român.

## Biografie
S-a născut la 26 martie 1931, în orașul București. A absolvit Institutul de Artă Teatrală și Cinematografică din București în anul 1955 și a desfășurat o bogată activitate didactică și universitară. A obținut mai multe premii: premii UNIATEC pentru imagine la Barcelona, pentru Dragoste la zero grade; la Milano pentru Neamul Șoimăreștilor și la Moscova pentru Mihai Viteazul. A obținut două premii ACIN: Premiul pentru imagine (1971) - pentru filmele Mihai Viteazul și Asediul - și o Diplomă de onoare (1987) - pentru filmul Vulcanul stins - precum și Portocala de argint pentru regia filmului Patima.
În 1977 a filmat serialul de televiziune Războiul independenței, a realizat adaptarea pentru cinematografie a celebrului film Mihai Viteazul, regizat de Sergiu Nicolaescu.
A fost profesor universitar la Academia de Arte Luceafărul, Universitatea Hyperion, secția de fotografie, imagine de televiziune și film.

## Filmografie

### Director de imagine
- Viața nu iartă (1959) - împreună cu Gheorghe Fischer și Alexandru Întorsureanu
- Nu vreau să mă însor (1961) - împreună cu Alexandru Întorsureanu
- Un surîs în plină vară (1964)
- Dragoste la zero grade (1964)
- Neamul Șoimăreștilor (1965) - în colaborare cu Aurel Samson
- Golgota (1966)
- La porțile pămîntului (1966)
- Balul de sîmbătă seara (1968)
- Mihai Viteazul (1971)
- Asediul (1971)
- Astă seară dansăm în familie (1972)
- Bariera (1972)
- Păcală (1974)
- Patima (1975) - în colaborare cu Mircea Mladin

### Consilier imagine
- Mastodontul (1975)

### Scenarist
- Patima (1975) - în colaborare cu Draga Olteanu-Matei

### Regizor
- Păcală (1974) - regizor secund
- Patima (1975)
- Din nou împreună (1978)
- Audiența (1979)
- Am fost șaisprezece (1980)
- Rămân cu tine (1981)
- Calculatorul mărturisește (1982)
- Căruța cu mere (1983)
- Racolarea (1985)
- Vulcanul stins (1987)
- O vară cu Mara (1989)
- Doi haiduci și o crâșmăriță (1993)

## Premii și distincții
Cineastul George Cornea a obținut două premii ale Uniunea Cineaștilor din România (UCIN):
- Premiul pentru imagine (1971) - pentru filmele Mihai Viteazul și Asediul - [3] și
- Diploma de onoare (1987) - pentru filmul Vulcanul stins [4]